# Oepuah
Oepuah is een bestuurslaag in het regentschap Timor Tengah Utara van de provincie Oost-Nusa Tenggara, Indonesië. Oepuah telt 1792 inwoners (volkstelling 2010).